# Пермеево (Мордовия)
Пермеево — село в Ичалковском районеРеспублики Мордовия России. Входит в состав Лобаскинского сельского поселения.

## География
Расположено на р. Реуче, в 12 км от районного центра и 10 км от железнодорожной станции Оброчное.

## История
Название-антропоним: от дохристианского мордовского имени Пермей. В переписи мордвы Алатырского уезда (1624) Пермеево — деревня из 20 дворов. Согласно «Списку населённых мест Нижегородской губернии» (1863), Пермеево — село казённое из 50 дворов (567 чел.) Лукояновского уезда. В 1931 году были образованы 2 колхоза, позднее объединены в хозяйство им. Володарского, с 2000 г. — СХПК «Пермеевский». В современном селе — основная школа, библиотека, медпункт, магазин.

## Население
| 2002 | 2010 |
| ---- | ---- |
| 367  | ↘303 |

Национальный состав
Согласно результатам переписи 2002 года, в национальной структуре населения русские составляли 94 %

## Источник
- Энциклопедия Мордовия, А. М. Шаронов.